# Ausee (Luftenberg an der Donau)
Der Ausee Hohenlohe, Luftenberg, ist ein durch Grundwasser gespeister, durch Schotterabbau entstandener, rund 23 Hektar großer und bis zu zehn Meter tiefer Baggersee in dem südlich der Donau gelegenen Teil des Gemeindegebietes von Luftenberg an der Donau im Bezirk Perg im Mühlviertel.

## Beschreibung
Das Ausee-Areal grenzt an das nordöstliche Traunviertel und befindet sich in Privatbesitz. Es ist von Luftenberg nur zu Fuß bzw. mit einspurigen Fahrzeugen über das Kraftwerk Abwinden-Asten erreichbar. Die allgemeine Zufahrt erfolgt von Süden über Asten.
Das nur wenige Kilometer südöstlich der Landeshauptstadt Linz gelegene Gelände dient als Naherholungsgebiet. Direkt am See befinden sich neben Badestrand und gastronomischen Einrichtungen ein Wasserskilift, Sprungtürmer sowie ein Campingdorf für Dauercamper.
Der Ausee liegt an einem Kreuzungspunkt von Donauradweg (R1) und Traunradweg (R4). Während der Traunradweg hier endet, kann der Donauradweg über das Kraftwerk Abwinden-Asten sowohl nördlich als auch südlich der Donau fortgesetzt werden.
Der Ausee ist mit dem 10,2 Kilometer langen, fast durchwegs asphaltierten Auseeweg in das lokale Wander- und Radwegenetz der Gemeinden St. Georgen an der Gusen, Langenstein und Luftenberg an der Donau eingebunden.
Die physikalischen, geographischen und hydrologischen Charakteristika des Badesees werden wie folgt beschrieben:
Der Badesee ist als Grundwassersee ohne ständige oberirdische Zu- und Abflüsse nicht Teil eines Oberflächenwasserkörpers und liegt in der Bioregion Bayrisch-Österreichisches Alpenvorland und somit Teil der Ökoregion zentrales Mittelgebirge.
- Badestrand mit grasbewachsener halbnatürlicher Landzone mit Sand, Kies und Steine entlang des Gewässerrandes rund um den gesamten See mit Ausnahme der Zone des Wasserschilifts.
- Gewässer mit einer mittleren Tiefe von drei bis fünf Metern und maximaler Tiefe von zehn Metern.
- Infrastruktur bestehend aus Duschen und Toiletten mit Kanalanschluss sowie Abfallentsorgungssystem
- Es besteht ein Verbot für Hunde und anderen Haustiere auf dem Areal.
- Die maximale Besucheranzahl liegt bei rund 1000 bis 1500 Personen. Das Gewässer wird auch für den Angelsport verwendet.
- Das hydrologische Einzugsgebiet des im Flachland auf rund 235 Metern Seehöhe befindlichen Sees beträgt einen Quadratkilometer. Die Seehöhe am höchsten Punkt des Einzugsgebietes beträgt 253 Meter, die tiefste Stelle befindet sich auf 241 Meter.
- Die Lufttemperatur im Einzugsgebiet beträgt im Jahresmittel 8 bis 10 Grad Celsius.
- Die Wassertemperatur bewegte sich in der Badesaison (Juni bis August) in den Jahren von 2000 bis 2009 um einen Mittelwert von 22,8 Grad Celsius bei einem Höchstwert von 28,0 Grad Celsius und einem Tiefstwert von 17,0 Grad Celsius.

## Geschichte

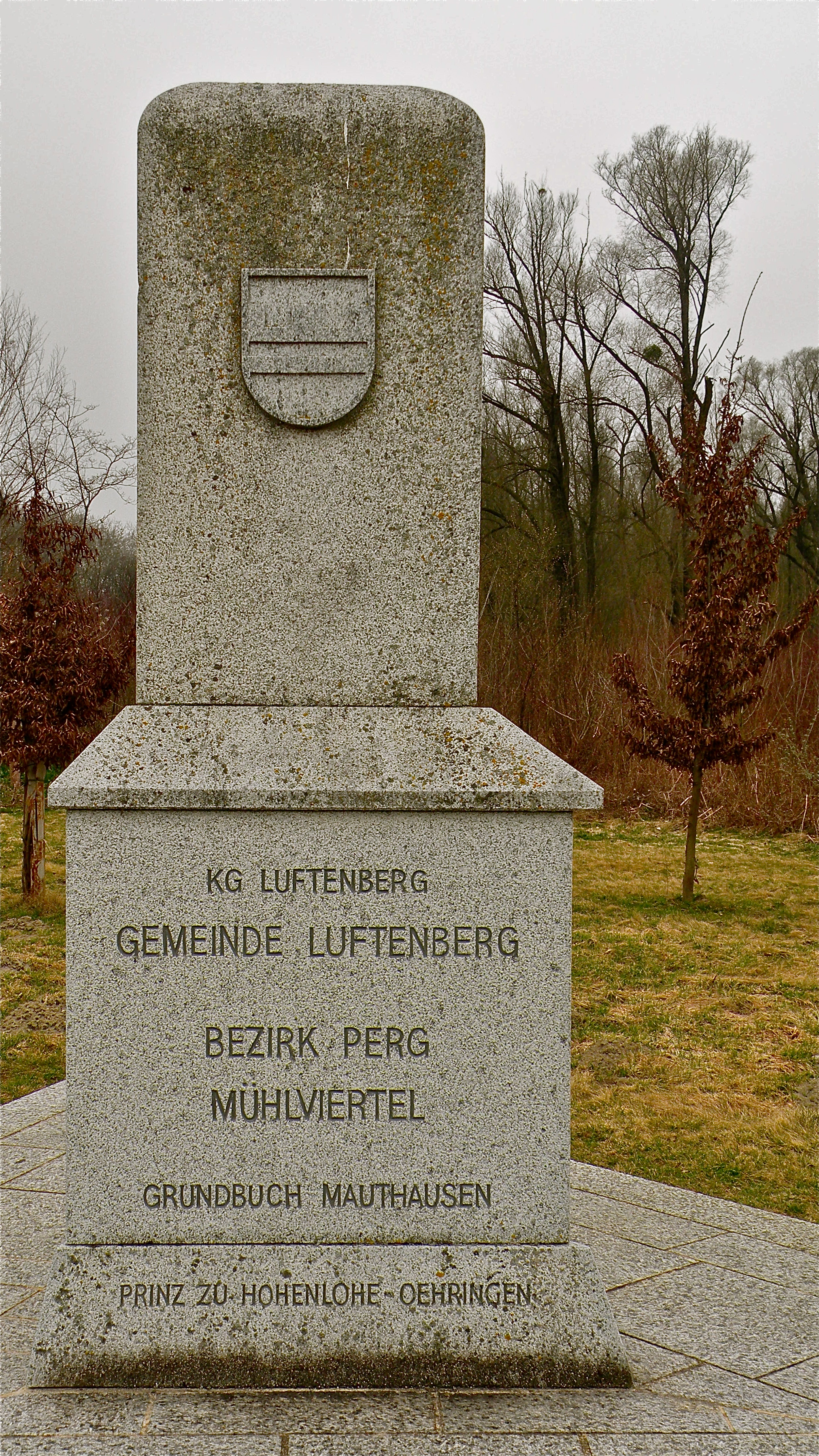
3 Bezirke treffen aufeinander

Vorfahren der derzeitigen Eigentümer hatten das heute zusammenhängende Areal mit dem jährlich mehrmals überschwemmten Auwald 1891 im Verlauf von mehreren Jahren von den meist bäuerlichen Grundbesitzern erworben. Beim Bau des Donaukraftwerks von 1976 bis 1979 ging zwar ein Teil durch Enteignung verloren, jedoch wurde das Gelände anderweitig wirtschaftlich nutzbar, wobei zunächst Kies und Schotter abgebaut wurden und ab 1978 der Badesee entstand. 1988 wurde eine Brücke über das sogenannte Mitterwasser errichtet, da das Ausee-Gebiet eigentlich eine Insel ist.
Die Eröffnung des Wasserskilifts erfolgte 1978. 2013 wurde die Liftanlage um einen zusätzlichen 2-Masten-Lift erweitert. 1980 folgte das Restaurant und zwei Kioske und 1983 das Campingdorf mit entsprechender Infrastruktur. 1995 wurde eine kleine Kapelle errichtet, die auch über eine Glocke verfügt. 2002 war das Gelände nach vielen hochwasserfreien Jahren vom damaligen Jahrhunderthochwasser betroffen.
2017 wurde ein Campingplatz für Urlauber mit 16 Parzellen und Infrastruktur errichtet. 
Bemerkenswert ist der Drei-Bezirke-Stein an der Stelle, wo die Bezirke Linz-Land, Perg und Linz-Stadt zusammentreffen. Die dreiseitige Granitsäule steht auf festem Boden inmitten einer Lichtung des Auwaldes westlich des Ausees. Früher (noch 1826 bei der Vermessung der Urmappe) lag die Stelle inmitten des Donaustromes.

## Fauna
Im See findet man mehrere Fischarten sowie mindestens einen Kormoran vor.